# Almir Rogério
Nestor de Medeiros, mais conhecido como Almir Rogério (Bragança Paulista, 12 de junho de 1952), é um cantor e compositor brasileiro.
Iniciou a carreira na década de 1960, mas foi em 1982 que ele se consagrou com o sucesso "Fuscão Preto", que caiu no gosto popular e vendeu cerca de um milhão e meio de discos. A canção rendeu ao cantor vários prêmios, e ele se tornou uma figura conhecida em todo o Brasil. Ao longo de sua carreira, lançou mais de trinta álbuns. Almir também é compositor da canção "Se Deus Me Ouvisse", que fez sucesso nas vozes de Chitãozinho & Xororó.
O sucesso alcançado por Almir Rogério fez a composição virar filme da apresentadora Xuxa. No filme Fuscão Preto, o cantor atuou sob direção de Jeremias Moreira Filho, fazendo o papel de Lima. Antes deste filme, Almir Rogério também participara de Vidas Nuas, de 1967.

## Discografia

### Compactos
- Almir Rogério (1968)[10]
- Almir Rogério (1969)
- Almir Rogério (1970)
- Almir Rogério (1971)
- Almir Rogério (1971)
- Almir Rogério (1972)
- Almir Rogério (1972)
- Almir Rogério (1973)
- Almir Rogério (1973)
- Almir Rogério (1974)
- Almir Rogério (1975)
- Almir Rogério (1975)
- Almir Rogério (1976)
- Almir Rogério (1976)
- Almir Rogério (1977)
- Almir Rogério (1977)
- Almir Rogério (1977)
- Almir Rogério (1979)
- Almir Rogério (1980)
- Fuscão Preto (1981)
- Sertão Jovem (1983)
- Almir Rogério (1985)

### Álbuns de estúdio
- Almir Rogério (1973)[10]
- Mercado de Amor (1979)
- Sertão Jovem (1982)
- Sertão Jovem (1984)
- O Fumo (1986)
- Almir Rogério (1991)
- Será Que Ela Me Ama? (1994)
- Almir Rogério (2000)
- Almir Rogério (2005)

### Compilações
- Série Colagem (1996)[10]
- Seleção de Ouro - 20 Sucessos (1998)

## Filmografia

### Cinema
| Ano  | Título       | Papel |
| ---- | ------------ | ----- |
| 1967 | Vidas Nuas   |       |
| 1983 | Fuscão Preto | Lima  |